# Protéine motrice

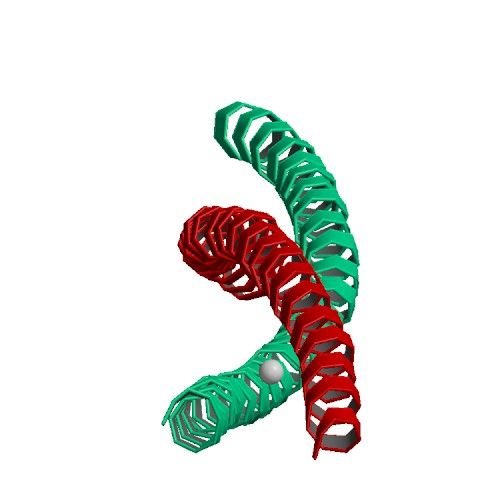
Protéine myosine MYH7.

Une protéine motrice, ou un moteur protéique, est une protéine capable de transformer de l'énergie chimique en travail par des modifications de sa conformation. Les moteurs protéiques font partie des moteurs moléculaires. Cependant, il existe dans la nature d'autres processus biologiques générateurs de travail.

## Les principaux moteurs protéiques
On peut les regrouper en quatre groupes :
- les myosines, associées aux filaments d'actine ;
- les kinésines, associées aux microtubules ;
- les dynéines, également associées aux microtubules ;
- les enzymes se déplaçant sur l'ADN ou l'ARN, dont les plus importantes sont l'ADN polymérase et l'ARN polymérase.

## Observations expérimentales
Les moteurs protéiques sont couramment observés par microscopie à fluorescence. Ils sont d'abord en général marqués par l'ajout d'un élément de la protéine fluorescente verte (GFP). On peut ainsi suivre leur déplacement individuellement le long des filaments ou des microtubules. Cependant le phénomène de photoblanchiment rend difficile les mesures prolongées par ce biais. C'est pourquoi on utilise aussi des microbilles fixées au pied du moteur. Cela a permis d'étudier de façon très précise les caractéristiques de leur mouvement.